# Sarkokoka
Sarkokoka (“božićni šimšir”; lat. Sarcococca), rod mirisnih vazdazelenih grmova iz porodice šimširovki.. 
Sa svojih 15 vrsta raširen je  od Afganistana preko Himalaja do Indokine, Indije, Šri Lanke i sjeverne Malezije.

## Vrste
1. Sarcococca balansae Gagnep.
2. Sarcococca bleddynii J.M.H.Shaw & V.D.Nguyen
3. Sarcococca confertiflora Sealy
4. Sarcococca confusa Sealy
5. Sarcococca conzattii (Standl.) I.M.Johnst.
6. Sarcococca coriacea (Hook.) Sweet
7. Sarcococca hookeriana Baill.
8. Sarcococca longifolia M.Cheng & K.F.Wu
9. Sarcococca longipetiolata M.Cheng
10. Sarcococca orientalis C.Y.Wu
11. Sarcococca ruscifolia Stapf
12. Sarcococca saligna (D.Don) Müll.Arg.
13. Sarcococca taiwaniana J.M.H.Shaw, Wynn-Jones & T.Y.A.Yang
14. Sarcococca wallichii Stapf
15. Sarcococca zeylanica Baill.